# Serguei Superata
Serguei Superata es un deportista soviético que compitió en piragüismo en la modalidad de aguas tranquilas. Ganó diez medallas en el Campeonato Mundial de Piragüismo entre los años 1981 y 1989.

## Palmarés internacional
| Campeonato Mundial | Campeonato Mundial       | Campeonato Mundial | Campeonato Mundial |
| Año                | Lugar                    | Medalla            | Evento             |
| ------------------ | ------------------------ | ------------------ | ------------------ |
| 1981               | Nottingham (Reino Unido) | Medalla de oro     | K2 500 m           |
| 1981               | Nottingham (Reino Unido) | Medalla de oro     | K2 1000 m          |
| 1982               | Belgrado (Yugoslavia)    | Medalla de oro     | K2 500 m           |
| 1982               | Belgrado (Yugoslavia)    | Medalla de oro     | K2 1000 m          |
| 1983               | Tampere (Finlandia)      | Medalla de plata   | K2 500 m           |
| 1983               | Tampere (Finlandia)      | Medalla de plata   | K2 1000 m          |
| 1985               | Malinas (Bélgica)        | Medalla de bronce  | K2 500 m           |
| 1985               | Malinas (Bélgica)        | Medalla de plata   | K2 1000 m          |
| 1986               | Montreal (Canadá)        | Medalla de bronce  | K2 500 m           |
| 1989               | Plovdiv (Bulgaria)       | Medalla de oro     | K4 10 000 m        |